# Équipe du Luxembourg de Coupe Davis
L'équipe du Luxembourg de Coupe Davis représente le Luxembourg à la Coupe Davis. Elle est placée sous l'égide de la Fédération luxembourgeoise de tennis.
Elle joue actuellement dans le groupe II, Europe/Afrique.

## Historique
Créée en 1947, l'équipe du Luxembourg de Coupe Davis n'a évolué dans le groupe mondial qu'à quatre reprises atteignant les quarts de finale en 1967 et 1971.

## Joueurs de l'équipe
Les chiffres indiquent le nombre de matchs joués
- Alex Knaff
- Chris Rodesch
- Raphael Calzi
- Alexander Marinov
- lenny forman